# 石原葵
石原 葵（いしはら まもる、1946年11月9日 - ）は、日本の農林官僚。元農林水産事務次官。2013年から日本べんとう振興協会代表理事･会長。

## 人物
兵庫県出身。高校は高槻高校に通い、東京大学に進学した。1970年に東京大学法学部を卒業し、農林省に入省。
入省後は、福岡県農政部長、経済局長、食糧庁長官、林野庁長官などを歴任。水産庁の水産流通課長を務めた際には、魚の消費を拡大するためのキャンペーンソングの作成をサンミュージックに依頼した。その時にできあがった数曲の中から、課内の若手職員が選んだ曲が「おさかな天国」であった。この曲はカセットテープとして全国のスーパー、百貨店などの鮮魚店コーナーに配布され、徐々に知名度があがったことで予想外のヒットを遂げた。
2004年に農林水産事務次官に就任。2006年の退官後は、日本中央競馬会副理事長、JRAシステムサービス会長などを歴任し、2013年からは日本べんとう振興協会代表理事･会長を務めている。2017年春の叙勲で、瑞宝重光章を受章。

## 略歴
- 1946年11月 - 兵庫県で生まれる
- 1970年3月 - 東京大学法学部卒業
- 1970年4月 - 農林省入省
- 1977年7月 - 水産庁漁政部協同組合課水産業協同組合検査官
- 1977年9月 - 水産庁漁政部協同組合課課長補佐(企画)
- 1979年9月 - 経済局国際部国際経済課課長補佐（総括及び総務班）
- 1981年8月 - 環境庁自然保護局企画調整課課長補佐
- 1982年8月 - 大臣官房文書課課長補佐（法令）
- 1984年4月 - 林野庁林政部林政課課長補佐（総括）
- 1984年12月 - 林野庁林政部林政課検査官
- 1986年4月 - 在ジュネーヴ国際機関日本政府代表部一等書記官
- 1987年1月 - 在ジュネーヴ国際機関日本政府代表部参事官
- 1989年7月- 水産庁漁政部水産流通課長[9]
- 1994年4月 - 大臣官房文書課長
- 1997年1月 - 大臣官房総務審議官
- 1999年8月 - 農林水産省経済局長
- 2001年1月 - 食糧庁長官
- 2003年7月 - 林野庁長官
- 2004年1月 - 農林水産省事務次官
- 2006年8月 - 農林水産省退官
- 2007年9月 - 日本中央競馬会副理事長
- 2013年5月 - 日本べんとう振興協会代表理事･会長[2]

## 同期
- 樋口久俊（畜産局長、鹿島市長）、西藤久三（総合食料局長、東大院農経修了）、小林新一（農林水産技術会議事務局長）ほか。